# Bertuinus van Malonne
Bertuinus (ook: Berthuinus, Bertwinus, Bertuin, Berthuin(o)) (Engeland voor 634 - Malonne, 698) was een benedictijner geestelijke en bisschop.
Bertuinus was monnik in het klooster in Othwell in Engeland en kwam als missionaris naar het vasteland toe. Hij reisde voor 650 naar Rome waar hij tot missiebisschop werd gewijd en twee jaar verbleef. Hierna trok hij naar Malonne waar hij monnik werd in de abdij aldaar rond 651-652. 
Over zijn herkomst en opleiding wordt wisselend gedocumenteerd in twee versies van drie handschriften. De gegevens over zijn tijden en reizen wisselen. Vast staat dat hij drie kerken liet bouwen en uiteindelijk abt in Malonne werd waar hij ook vereerd wordt als heilige. Zijn feestdag is op 11 november.

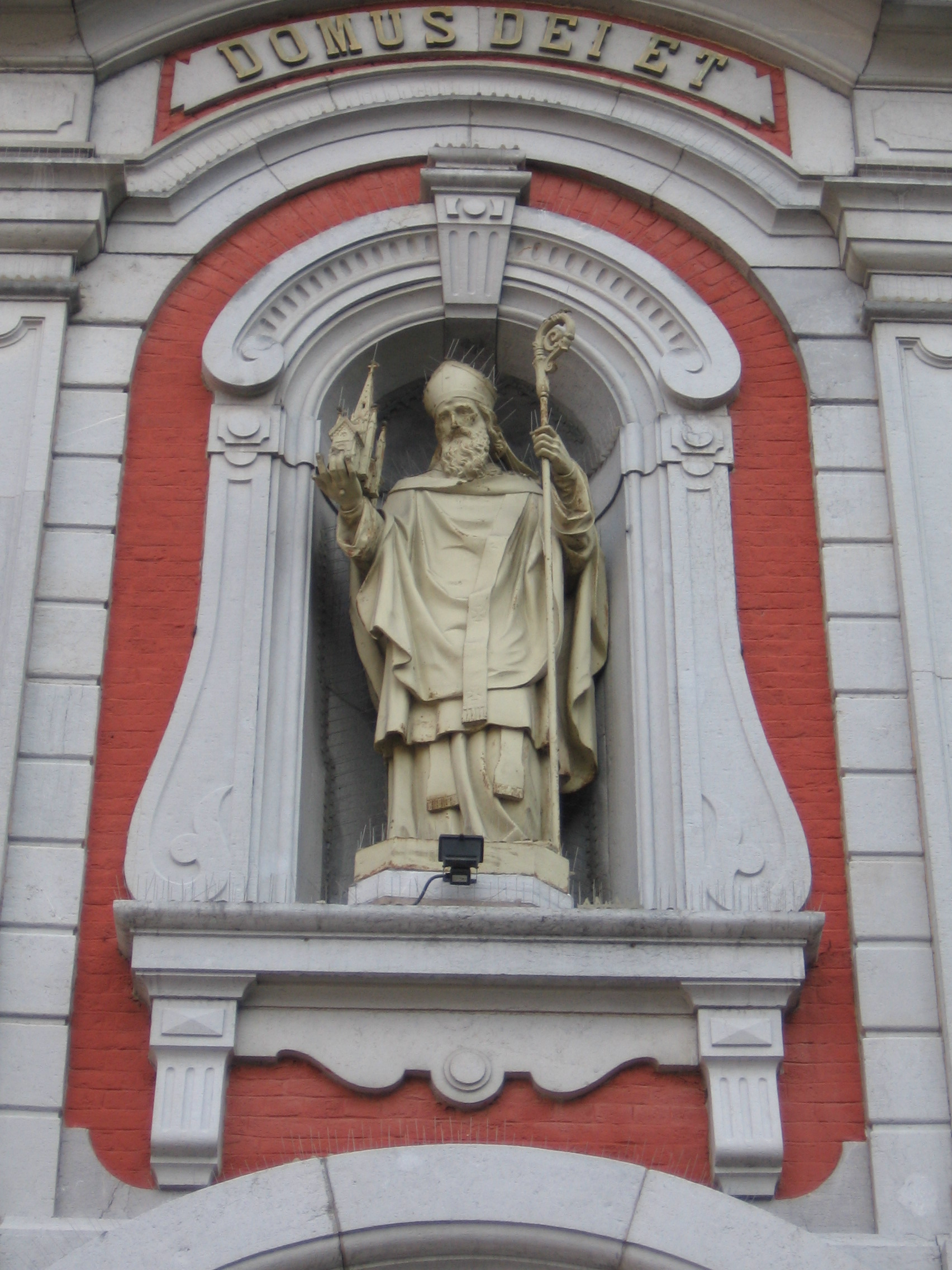
Beeld van Bertuinus van Malonne in een nis van een kapel in Malonne
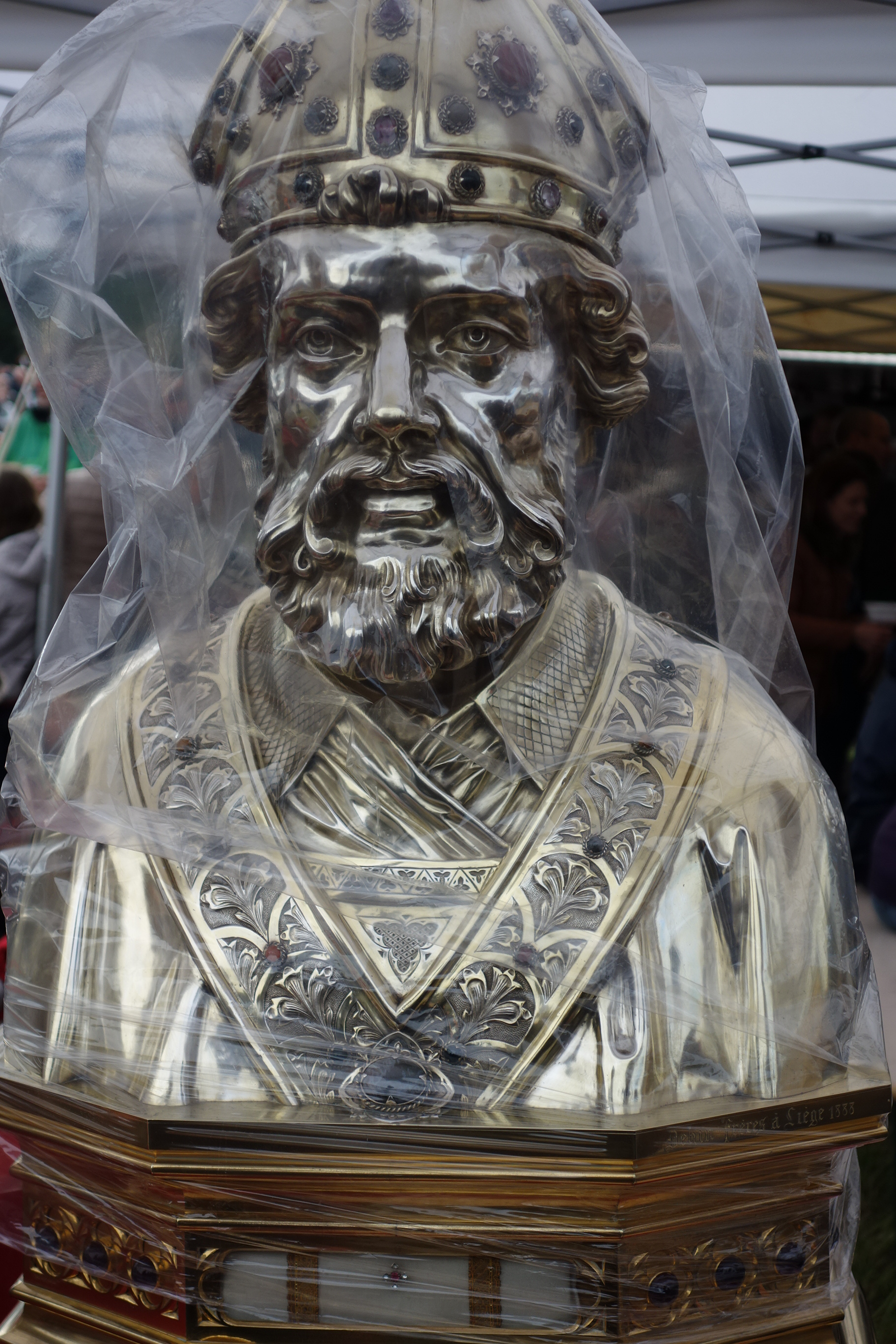
Reliekbuste van Bertuinus van Malonne tijdens de Marche Saint-Feuillen in Fosses-la-Ville
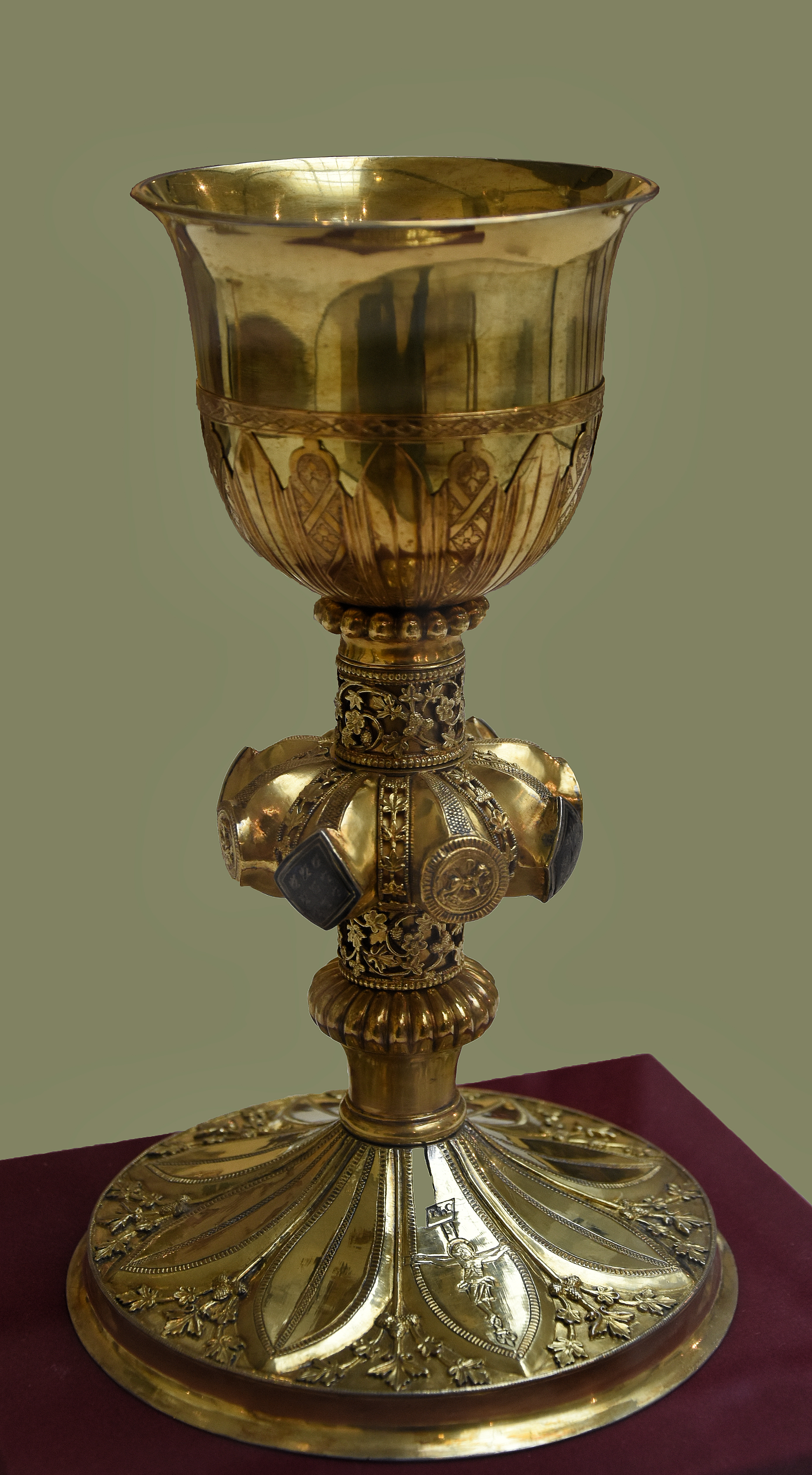
Kelk van de heilige Berthuinus (13e eeuw, Hugo van Oignies), deel van de beschermde kunstschatten van de kathedraal van Namen
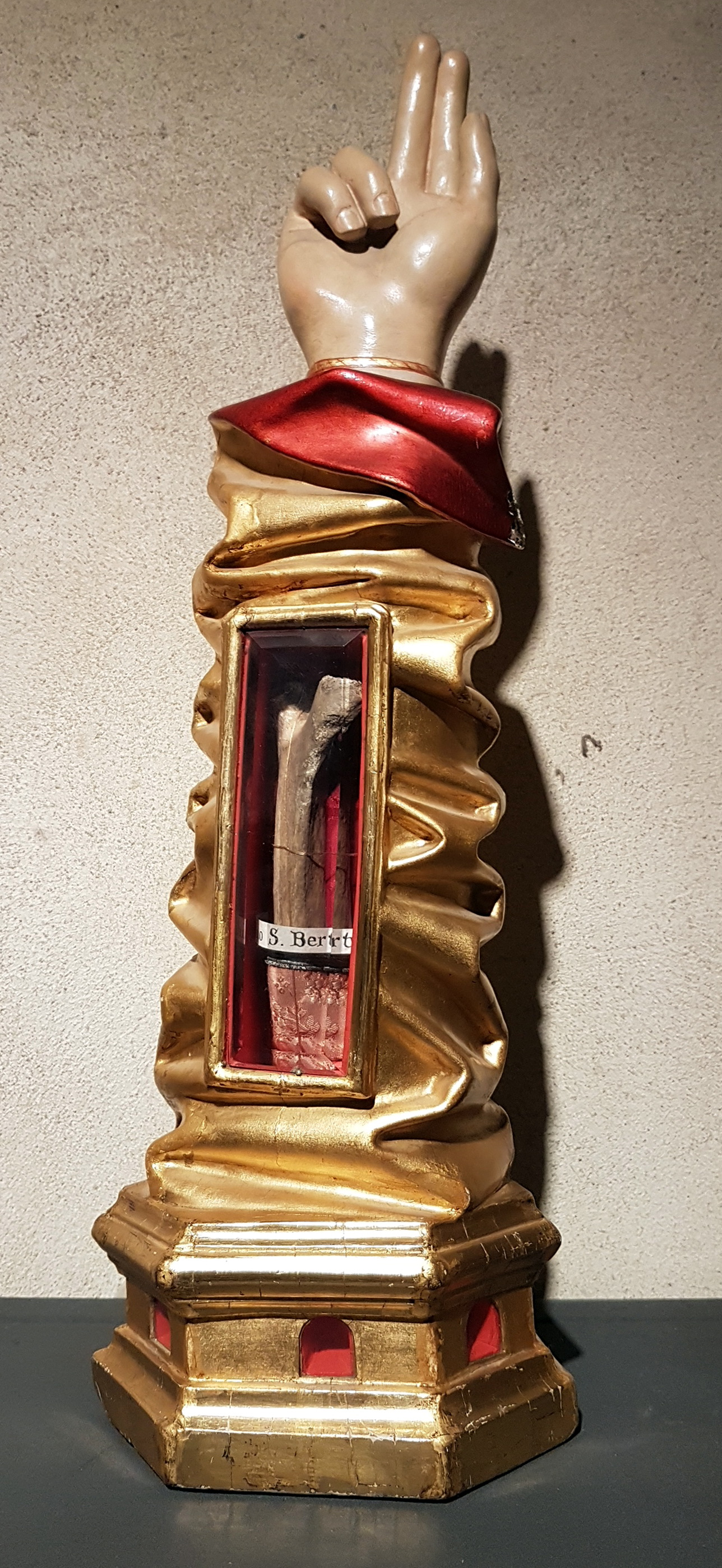
Armreliekhouder in de Schatkamer van de Sint-Servaasbasiliek in Maastricht